# Таненбаум, Абрам Севастьянович
Абра́м Севастья́нович Таненба́ум (1858—1922) — российский инженер путей сообщения; один из авторов «ЭСБЕ».

## Биография
Абрам Таненбаум родился в 1858 году в Белостоке Гродненской губернии. В 1884 году окончил курс в Институте инженеров путей сообщения, затем учился в Санкт-Петербургском археологическом институте. 
Начальник искусственного (технического) отделения правления Санкт-Петербургского округа путей сообщения (1896—1903). 
С 1903 года А. С. Таненбаум состоял инженером для технических занятий при инженерном совете министерства путей сообщения. Таненбаум напечатал в «Журнале Министерства Путей Сообщения» ряд статей, преимущественно по вопросам гидротехническим, а также по истории инженерного искусства и в «Энциклопедическом словаре Брокгауза и Ефрона» по строительному искусству. 
С 1896 года Таненбаум состоял редактором «Журнала Министерства путей сообщения», а с 1904 года — также еженедельного органа «Вестник путей сообщения». 
Под редакцией Таненбаума изданы первые шесть томов «Сборника Санкт-Петербургского округа путей сообщения, материалы, относящиеся к сухопутным и водяным сообщениям Санкт-Петербургского округа путей сообщения». Таненбаум публиковался также в еврейской публицистике (в «Рассвете» 1882 года и других).
Умер в Москве в 1922 году.